# The Valet's Wife
The Valet's Wife è un cortometraggio muto del 1908 diretto da David W. Griffith. Prodotto e distribuito dalla American Mutoscope & Biograph, il film uscì nelle sale il 5 dicembre 1908.

## Trama
A New York, Reggie Van Twiller vive comodamente senza lavorare, in mezzo ai lussi e alle piacevolezze di una vita da scapolo. Ma il denaro deve pur arrivare da qualche parte, Così, il giovanotto si ingegna per attingere alle casse dello zio, il ricco reverendo Eben Haddock che, come Reggie sa, lo vorrebbe saldo pilastro della comunità e uomo sposato. Senza porsi grandi problemi, Reggie scrive allo zio di essersi sposato, alludendo al fatto che da lui si aspetta un congruo regalo di nozze. Le sue aspettative non vanno deluse ma, ben presto, il denaro non è più sufficiente a tutte le sue spese. Presto detto: allo zio viene comunicata la notizia che gli sposini hanno avuto un erede e un altro ricco assegno mensile non tarda ad arrivare. Passa qualche tempo e lo zio decide di andare a conoscere la famigliola del nipote. Reggie entra in agitazione: che fare per salvare la sua fonte di reddito? Tubbs, il valletto, gli propone una soluzione: quella di continuare ad imbrogliare il vecchio zio presentandogli come falsa signora Van Twiller sua moglie, la signora Tubbs. Messo alle strette, Reggie accetta prontamente la proposta di Tubbs. Resta il problema del bambino: dove trovarne uno? Quando il reverendo arriva a New York, la signora Tubbs - che non brilla per intelligenza - si presenta insieme al proprio figlio, un ragazzo di quattordici anni che certo non può passare per il bambino di Reggie, che, di anni, dovrebbe averne appena due. Il ragazzo viene mandato di corsa all'orfanotrofio, alla ricerca di un piccolo di due anni da portare a casa. Mentre lo zio si trova a dover fronteggiare un'improbabile signora Van Twiller che si distingue per l'aspetto e per le sue maniere non propriamente squisite, dall'orfanotrofio arriva una nurse insieme al bambino richiesto. Che ha, sì, due anni ma, visto che nella richiesta non erano specificate altre opzioni, è anche nero. A Reggie sembra che il mondo gli crolli addosso: adesso teme l'ira dello zio. Il quale, però, sollevato al pensiero che la terribile megera che gli era stata presentata come moglie di Reggie è fasulla, pare divertirsi parecchio di quello che considera uno scherzaccio del nipote.

## Produzione
Il film fu prodotto dall'American Mutoscope & Biograph.

## Distribuzione
Il copyright del film, richiesto dall'American Mutoscope and Biograph Co., fu registrato il 28 novembre 1908 con il numero H118992.
Distribuito dall'American Mutoscope & Biograph, il film - un cortometraggio di 155 metri - uscì nelle sale cinematografiche USA il 5 dicembre 1908 anche con il titolo alternativo The Valet's Wife; or, The Deceiving Uncle. Una copia del film (un positivo 35 mm) è conservata all'International Museum of Photography and Film at George Eastman House.